# سيث ليبسكي
سيث ليبسكي (بالإنجليزية: Seth Lipsky)‏ هو محرر وصحفي أمريكي، ولد في 1946.